# الیویا نیوتن باندی
برایان توتونیک (انگلیسی: Brian Tutunick؛ زادهٔ ۳۱ مارس ۱۹۶۸) موسیقی‌دان اهل ایالات متحده آمریکا است که بیشتر با نام الیویا نیوتن باندی (به انگلیسی: Olivia Newton Bundy) شناخته‌شده است. او بیسیست و یکی از بنیان‌گذاران گروه مریلین منسون بود که در سال ۱۹۹۰ گیجت گین جای وی را گرفت. نام هنری وی ترکیبی از نام خوانندهٔ آمریکایی-استرالیایی، الیویا نیوتن-جان و قاتل سریالی آمریکایی، تد باندی بود.